# Irish League 1975-1976
L'Irish League 1975-1976 è stata la 75ª edizione della prima divisione del campionato nordirlandese di calcio.
Il campionato era formato da dodici squadre e il Crusaders vinse il titolo. Non vi furono retrocessioni.

## Classifica finale
| Pos. | Squadra          | G  | V  | N | P  | GF | GS | Punti |
| ---- | ---------------- | -- | -- | - | -- | -- | -- | ----- |
| 1    | Crusaders        | 22 | 15 | 6 | 1  | 51 | 19 | 36    |
| 2    | Glentoran        | 22 | 14 | 4 | 4  | 48 | 22 | 32    |
| 3    | Coleraine        | 22 | 13 | 5 | 4  | 42 | 27 | 31    |
| 4    | Linfield         | 22 | 11 | 5 | 6  | 43 | 25 | 27    |
| 5    | Bangor           | 22 | 9  | 7 | 6  | 28 | 27 | 25    |
| 6    | Ballymena United | 22 | 8  | 5 | 9  | 36 | 35 | 21    |
| 7    | Ards             | 22 | 7  | 5 | 10 | 32 | 43 | 19    |
| 8    | Portadown        | 22 | 7  | 3 | 12 | 34 | 39 | 17    |
| 9    | Cliftonville     | 22 | 6  | 4 | 12 | 32 | 46 | 16    |
| 10   | Larne            | 22 | 6  | 3 | 13 | 32 | 45 | 15    |
| 11   | Glenavon         | 22 | 4  | 7 | 11 | 24 | 44 | 15    |
| 12   | Distillery       | 22 | 3  | 4 | 15 | 24 | 54 | 10    |

G = Partite giocate; V = Vittorie; N = Nulle/Pareggi; P = Perse; GF = Goal fatti; GS = Goal subiti; 